# Lasioptera anonae
Lasioptera anonae är en tvåvingeart som beskrevs av Tavares 1908. Lasioptera anonae ingår i släktet Lasioptera och familjen gallmyggor.
Artens utbredningsområde är Moçambique. Inga underarter finns listade i Catalogue of Life.